# Engistoneura catogastera
Engistoneura catogastera är en tvåvingeart som först beskrevs av Jacques-Marie-Frangile Bigot 1891.  Engistoneura catogastera ingår i släktet Engistoneura och familjen bredmunsflugor. Inga underarter finns listade i Catalogue of Life.